# Dory (obwód moskiewski)
Dory (ros. Доры) – wieś (dieriewnia) w Rosji, w obwodzie moskiewskim, w rejonie łotoszyńskim. W 2010 liczyła 540 mieszkańców.